# Nicothoe simplex
Nicothoe simplex is een eenoogkreeftjessoort uit de familie van de Nicothoidae. De wetenschappelijke naam van de soort is voor het eerst geldig gepubliceerd in 1967 door Kabata.